# Lenkstein
Le Lenkstein est une montagne qui s’élève à 3 236 ou 3 237 m d’altitude dans les Hohe Tauern, à la frontière entre l'Autriche et l'Italie.